# 2.ª División (Ejército Imperial Japonés)
La 2.ª División de Infantería ( 歩兵第二師団 Hohei dai-ni shidan?) fue una  división de infantería del Ejército Imperial Japonés. Era conocida como la División Coraje (勇兵団 Yū-heidan?).

## Historial militar

### Formación de la unidad
La 2.ª División de Infantería se creó en enero de 1871 en Sendai (Miyagi), como la Guarnición de Sendai (仙台鎮台 Tōkyō chindai?), uno de los 6 mandos regionales creados durante el nacimiento del moderno Ejército Imperial Japonés. El Sendai chindai era responsable de la parte norte de Honshū(el distrito de Tōhoku), desde la  prefectura de Fukushima hasta Aomori. Estos seis mandos regionales fueron transformados en divisiones tras la reorganización del ejército del 14 de mayo de 1888, siguiendo la recomendación del asesor militar prusiano Jacob Meckel. Su cuartel general estaba situado en el Ni-no-maru del Castillo de Sendai, donde actualmente se encuentra el campus de la Universidad de Tohoku.

### Primeros conflictos
La División entró por primera vez en combate en la Primera guerra sino-japonesa, y también fue requerida durante la Guerra Ruso-Japonesa, labrándose una gran reputación por su habilidad en combate nocturno.

### Manchuria
En 1931, liderada por el Teniente General Jiro Tamon, fue transferida al Ejército de Kwantung, en Manchuria, donde sería la vanguardia de la invasión japonesa de Manchuria, participando en las campañas de Jiangquiao, Chinchow y en el asalto a Harbin, tras el incidente de Mukden.
A finales de 1939, la 2.ª División se encontraba destinado bajo el mando del 3.er Ejército, destinado en Primorie, salvaguardando la frontera de Corea con la Unión Soviética. El destacamento Katayama, formado por elementos de la 2.ª División, (la 15.ª Brigada de Infantería, con los regimientos de infantería 16º y 30.º y un batallón de artillería de campaña), participó en pequeñas acciones cerca de las colinas Akiyama, o Colinas 997, entre el 6 el 10 de septiembre de 1939.
Con el inicio de las hostilidades con la Unión Soviética, la 2.ª División (junto a la 4.ª)  fue enviada como refuerzo al 6º Ejército para la campaña de Khalkkin Gol, con el objetivo de liderar un contrataque que al final fue cancelado tras el alto el fuego.

### Segunda guerra sino-japonesa
Aunque la división estuvo destinada lejos del frente, algunos de sus elementos si participaron en la segunda guerra sino-japonesa. La 15.ª Brigada Mixta, formada a partir de la 2.ª División, participó en la invasión de Chahar, y la 3.ª Brigada de Infantería fue asignada temporalmente a la Ejército del Norte de China, que combatió en la batalla de Xuzhou.

### Segunda Guerra Mundial
Con el estallido de la Guerra del Pacífico, la 2.ª División fue traspasada al Grupo de Ejército Expedicionario del Sur, al mando del Mariscal de Campo Hisaishi Terauchi, siendo una de las divisiones que ocuparon las Indias Orientales Neerlandesas. Tras sufrir más de 7.000 bajas en la desastrosa campaña de Guadalcanal, en las Islas Salomon, la 2.ª División fue retirada del frente y asignada como guarnición de zonas ocupadas en Malasia y Singapur.
En 1944, la 2.ª División fue enviada de nuevo al frente, a Birmania, con el objetivo de resistir el ataque británico. Tras realizar trabajos costeros en Arakan, la división fue encuadrada bajo el Mando del Ejército Japonés de Birmania en mayo de ese mismo año. La división fue usada como reserva estratégica, y fue casi aniquilada en los conflictos subsiguientes. Los restos de la división fueron asignados al 38.º Ejército, en la Indochina francesa, y desmovilizados al final de la guerra.

## Estructura

### Asignaciones
- Abril de 1931: Ejército de Kwantung, Manchuria.

　Participó en la  invasión de Manchuria y en su posterior pacificación.
- 10 de febrero de 1937: Ejército de Kwantung, Manchukuo.

　La 15.ª Brigada Mixta, formada por elementos de la 2.ª División, sirvió en la invasión de Chahar.
- 21 de julio de 1938: 3.er Ejército, Ejército de Kwantung, Manchukuo.
  La 15.ª Brigada Mixta participó en la campaña de Khalkkin Gol.
- 27 de septiembre de 1940: Ejército del Este, Japón.
- 6 de noviembre de 1941: 16º Ejército, Grupo de Ejército Expedicionario del Sur, Japón.

　Participó en la  invasión de Java.
- Agosto de 1942: 17º Ejército, Octavo Ejército de Área, Grupo de Ejército Expedicionario del Sur, Islas Salomón.
　　Campaña de Guadalcanal
- Enero de 1944: 18º Ejército, Octavo Ejército de Área, Grupo de Ejército Expedicionario del Sur, sur de Birmania.
- Febrero de 1945: 38.º Ejército, Grupo de Ejército Expedicionario del Sur, Indochina francesa.

### Organización

#### 1937
Hacia el comienzo de la segunda guerra sino-japonesa:
- Cuartel General de la 2ª División de Infantería (師団司令部 Shidan shireibu?) - Tokio
- 3ª Brigada de Infantería (歩兵第3旅団 Hohei san-ichi ryodan?)
  - 4º Regimiento de Infantería ( 歩兵第4連隊 Hohei dai-yon rentai?) - Sendai
  - 29º Regimiento de Infantería (歩兵第29連隊 Hohei dai-nijūkyu rentai?) - Wakamatsu
- 15ª Brigada de Infantería (歩兵第15旅団 Hohei dai-jūgo ryodan?)
  - 16º Regimiento de Infantería ( 歩兵第16連隊 Hohei dai-jūroku rentai?) - Shibata
  - 30º Regimiento de Infantería (歩兵第30連隊 Hohei dai-sanjū rentai?)
- 2º Regimiento de Caballería (騎兵第2連隊 Kihei dai-ni rentai?)
- 2º Regimiento de Artillería de Campaña (野砲兵第2連隊 Ya-hōhei dai-ni rentai?)
- 2º Regimiento de Ingenieros (工兵第2連隊 Kōhei dai-ni rentai?)
- 2º Regimiento de Transporte (輜重兵第2連隊 Shichōhei dai-ni rentai?) -

#### 1945
Hacia el final de la Segunda Guerra Mundial:
- Cuartel General de la 2ª División de Infantería (師団司令部 Shidan shireibu?) - Sendai
- 4º Regimiento de Infantería ( 歩兵第4連隊 Hohei dai-yon rentai?) - Sendai
- 16º Regimiento de Infantería ( 歩兵第16連隊 Hohei dai-jūroku rentai?) - Shibata
- 29º Regimiento de Infantería (歩兵第29連隊 Hohei dai-nijūkyu rentai?) - Wakamatsu
- 2º Regimiento de Reconocimiento (捜索第2連隊 Sōsaku dai-ni rentai?)
- 2º Regimiento de Artillería de Campaña (野砲兵第2連隊 Ya-hōhei dai-ni rentai?)
- 2º Regimiento de Ingenieros (工兵第2連隊 Kōhei dai-ni rentai?)
- 2º Regimiento de Transporte (輜重兵第2連隊 Shichōhei dai-ni rentai?)
- Unidad de Comunicaciones de la 2ª División (第2師団通信隊 Dai-ni shidan tsūsin-tai?)
- Unidad de Explosivos de la 2ª División (第2師団兵器勤務隊 Dai-ni shidan heikikinmu-tai?)
- Unidad de Sanidad de la 2ª División (第2師団衛生隊 Dai-ni shidan eisei-tai?)
- 1er Hospital de campaña de la 2ª División (第2師団第1野戦病院 Dai-ni shidan dai-ichi yasenbyōin?)
- 2º Hospital de campaña de la 2ª División (第2師団第2野戦病院 Dai-ni shidan dai-ni yasenbyōin?)
- 4º Hospital de campaña de la 1ª División (第2師団第4野戦病院 Dai-ni shidan dai-yon yasenbyōin?)
- Depósito veterinario de la 2ª División (第2師団病馬廠 Dai-ni shidan byōbashyō?)
- Departamento de Suministro y Purificación de Agua de la 2ª División (第2師団防疫給水部 Dai-ni  shidan hōekikyūsuibu?)